# Редуцешть (Мехедінць)
Редуцешть, Редуцешті (рум. Răduțești) — село у повіті Мехедінць в Румунії. Входить до складу комуни Бутоєшть.
Село розташоване на відстані 218 км на захід від Бухареста, 54 км на схід від Дробета-Турну-Северина, 47 км на північний захід від Крайови.

## Населення
За даними перепису населення 2002 року у селі проживали 348 осіб, з них 347 осіб (99,7%) румунів. Усі жителі села рідною мовою назвали румунську.